# Boeing Commercial Airplanes
Boeing Commercial Airplanes, Inc. (BCA) är en amerikansk flygplanstillverkare som utvecklar och tillverkar flygplan för kommersiell luftfart. De är ett dotterbolag till den globala flygplanstillverkaren The Boeing Company. Företaget har verksamheter främst i delstaterna Kalifornien, South Carolina och Washington (Boeing Everett Factory).
Mellan 1958 och juli 2018 hade BCA tillverkat 22 629 flygplan.

## Produkter
De produkter som BCA har tillverkat/tillverkar:

- Boeing 247
- Boeing 307 Stratoliner
- Boeing 314 Clipper
- Boeing 367-80
- Boeing 377 Stratocruiser
- Boeing 707
- Boeing 717
- Boeing 720
- Boeing 727
- Boeing 737
- Boeing 737 Classic
- Boeing 737 MAX
- Boeing 737 Next Generation
- Boeing 747
- Boeing 747-8
- Boeing 747 Dreamlifter
- Boeing 747SP
- Boeing 747 Trijet
- Boeing 757
- Boeing 757-200M
- Boeing 767
- Boeing 777
- Boeing 777X
- Boeing 787
- Boeing 7J7
- Boeing 2707
- Boeing B-1
- Boeing New Large Airplane
- Boeing Model 1
- Boeing Model 6D
- Boeing Model 7
- Boeing Model 8
- Boeing Model 40
- Boeing Model 64
- Boeing Model 80
- Boeing Model 81
- Boeing Model 95
- Boeing Model 203
- Boeing Model 204
- Boeing Monomail
- Boeing RC-1
- Boeing Shuttle Carrier Aircraft
- Boeing Sonic Cruiser
- Boeing VC-25
- McDonnell Douglas MD-11
- McDonnell Douglas MD-80
- McDonnell Douglas MD-90
- Suchoj Superjet 100 (rådgivare)

### Galleri

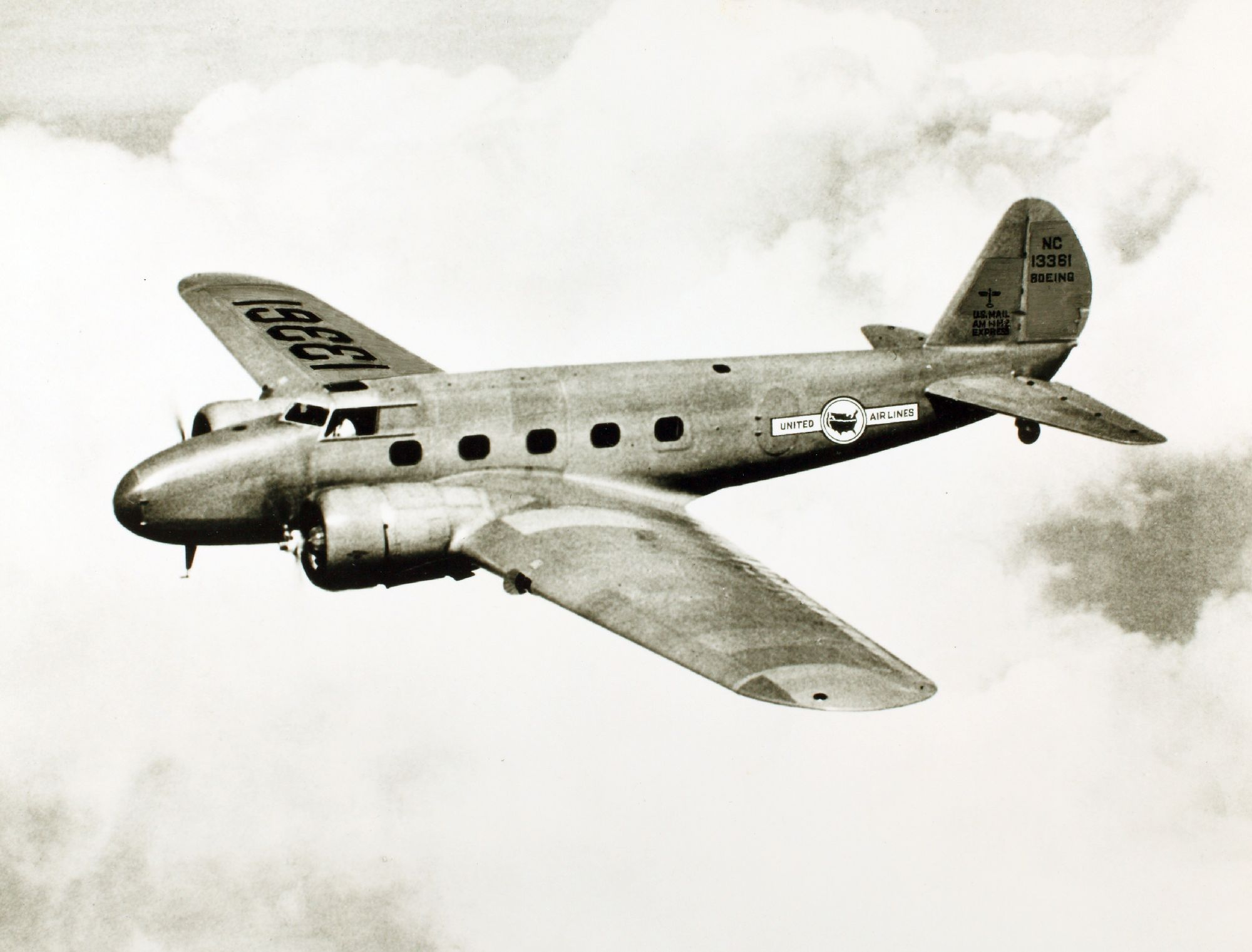
Boeing 247.
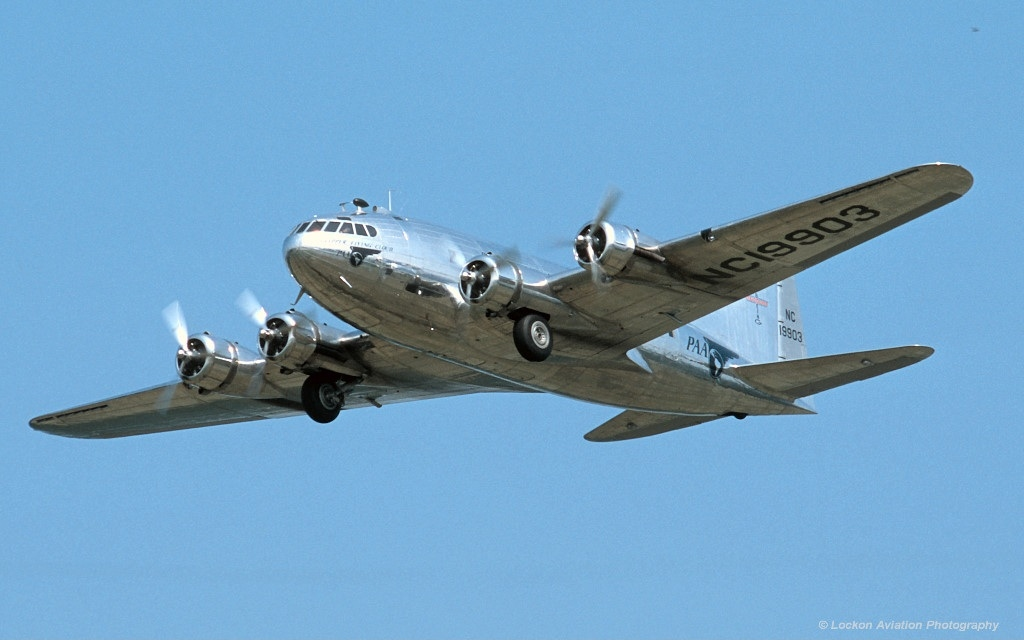
Boeing 307 Stratoliner
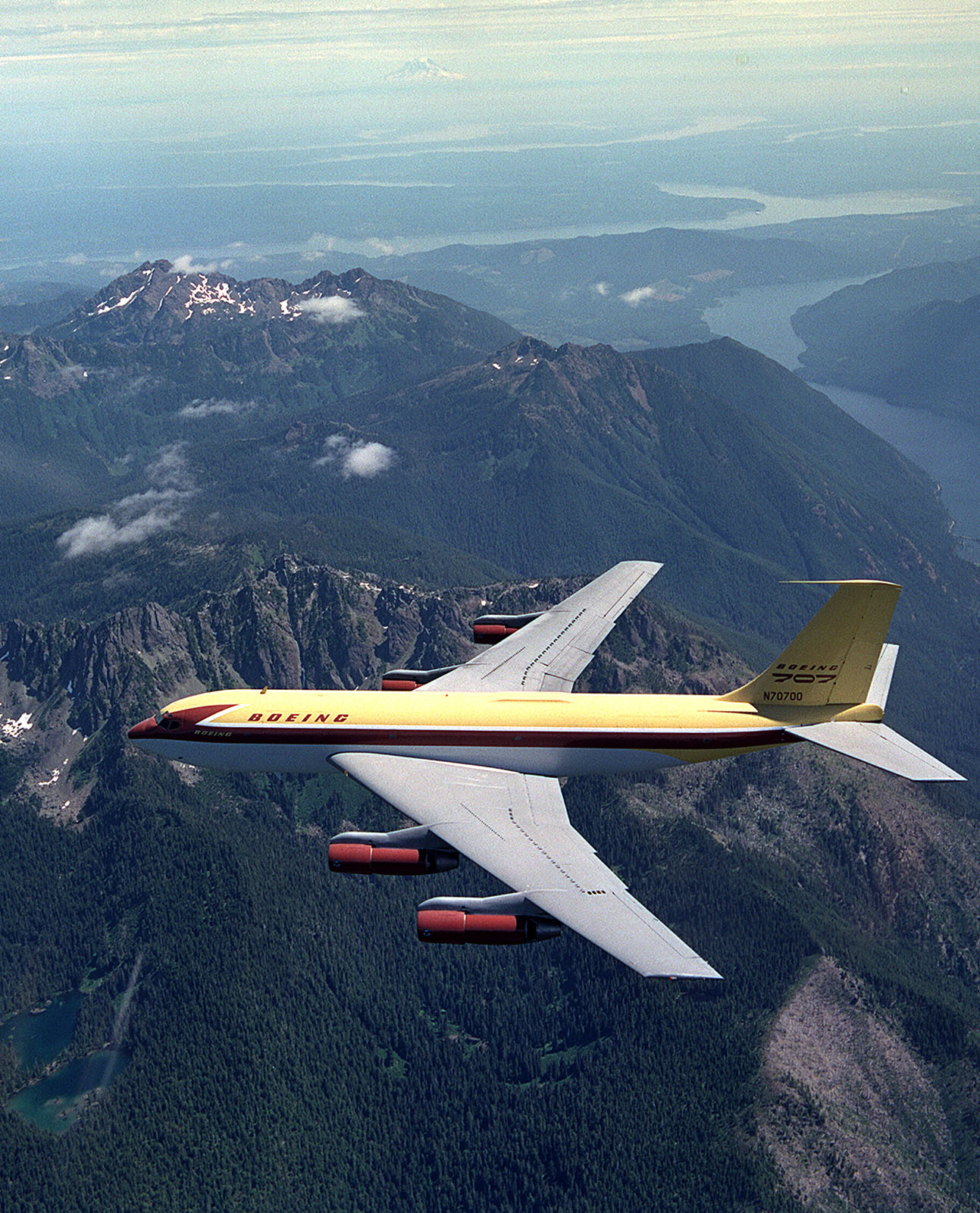
Boeing 367-80.
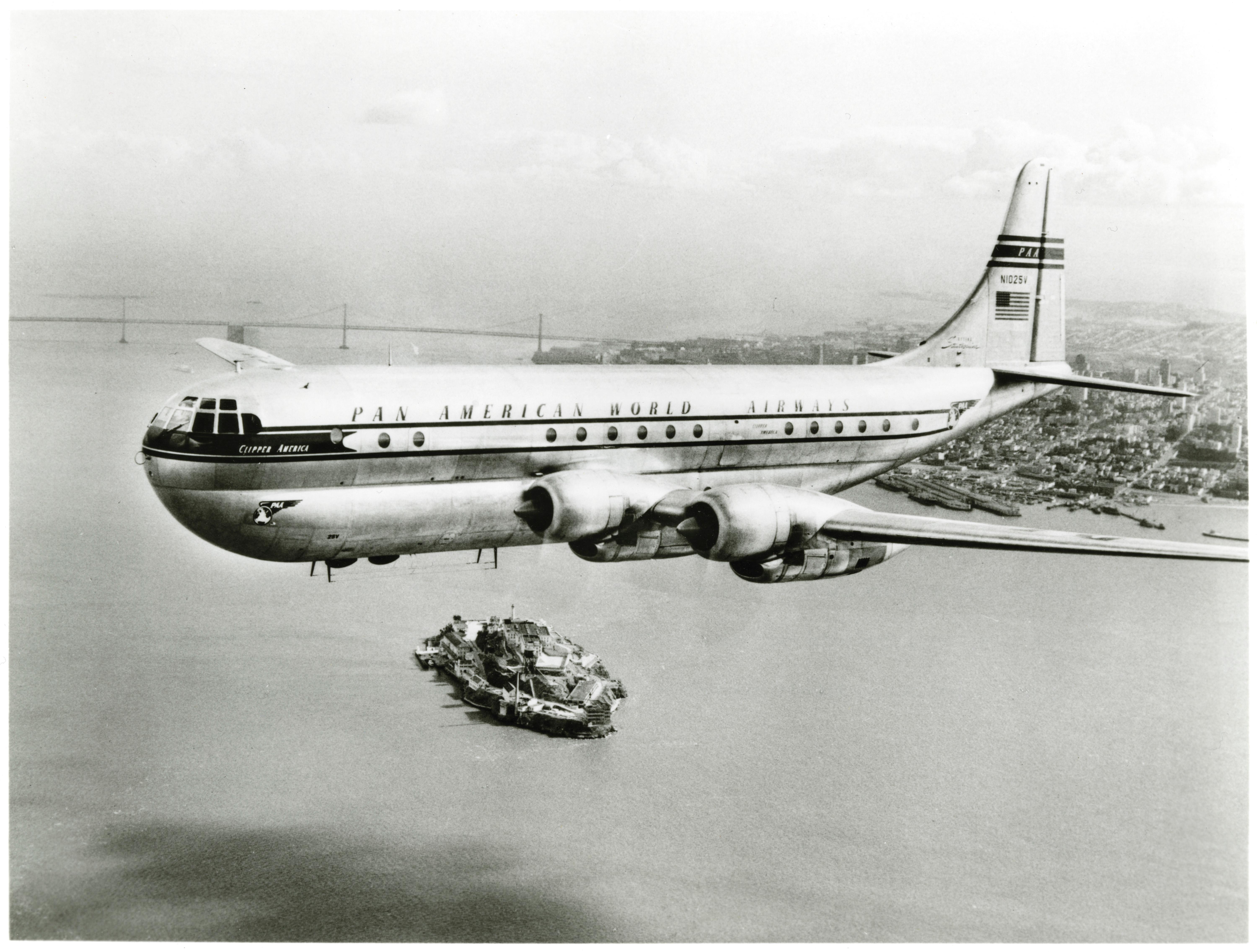
Boeing 377 Stratocruiser.
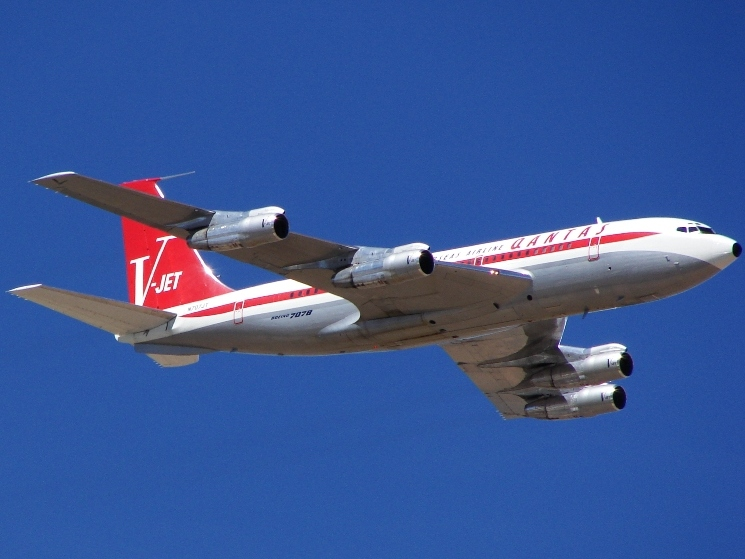
Boeing 707.
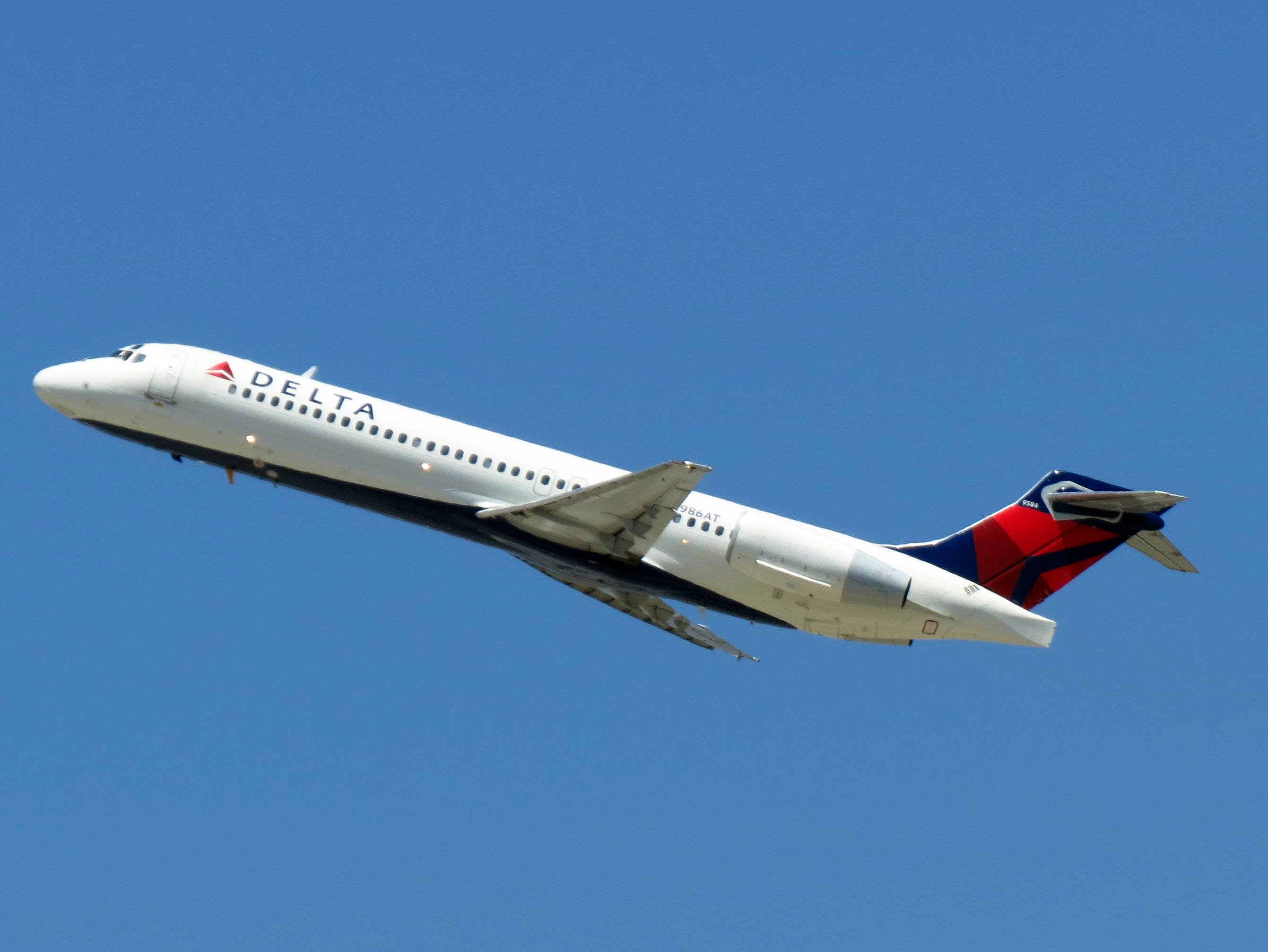
Boeing 717.
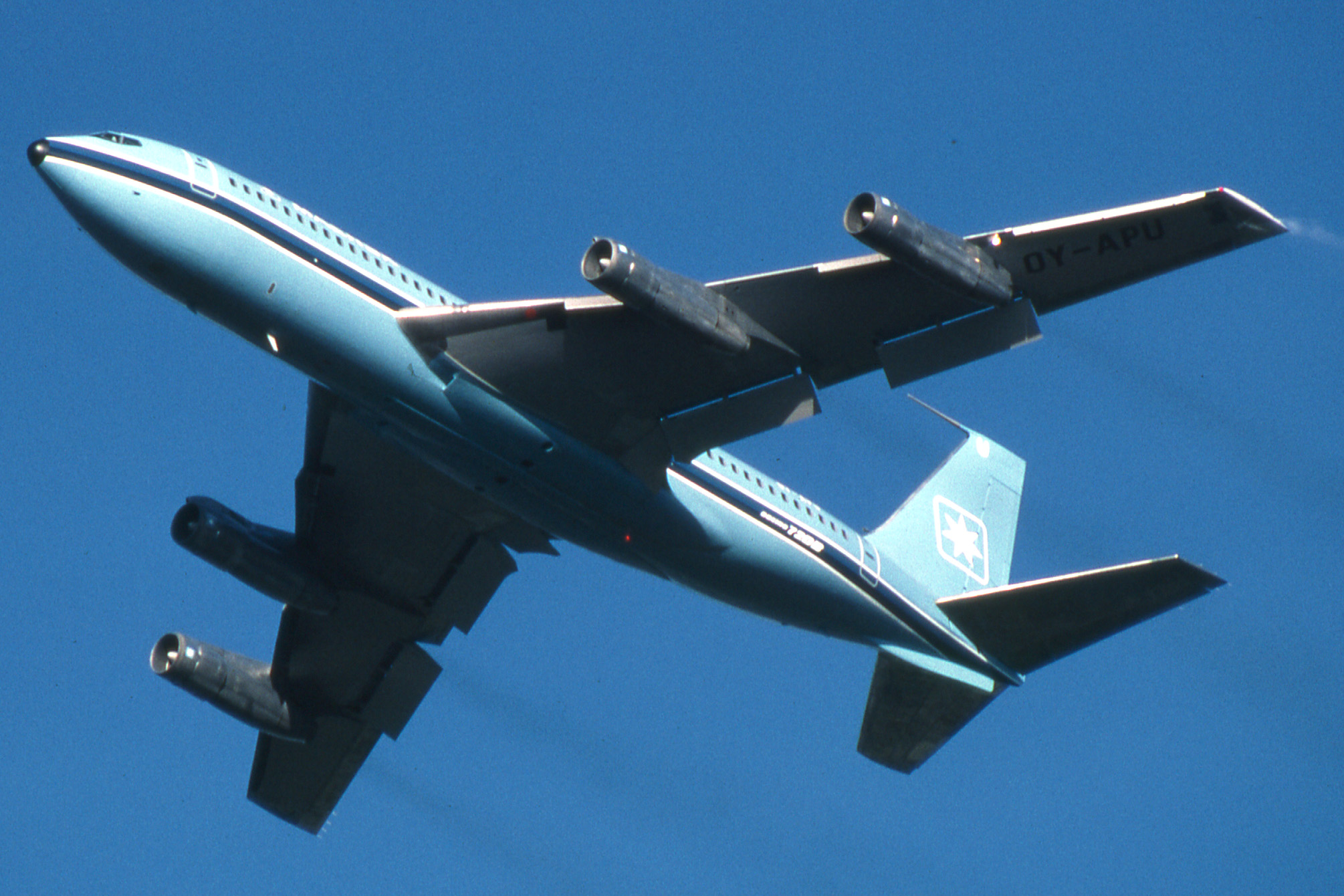
Boeing 720.
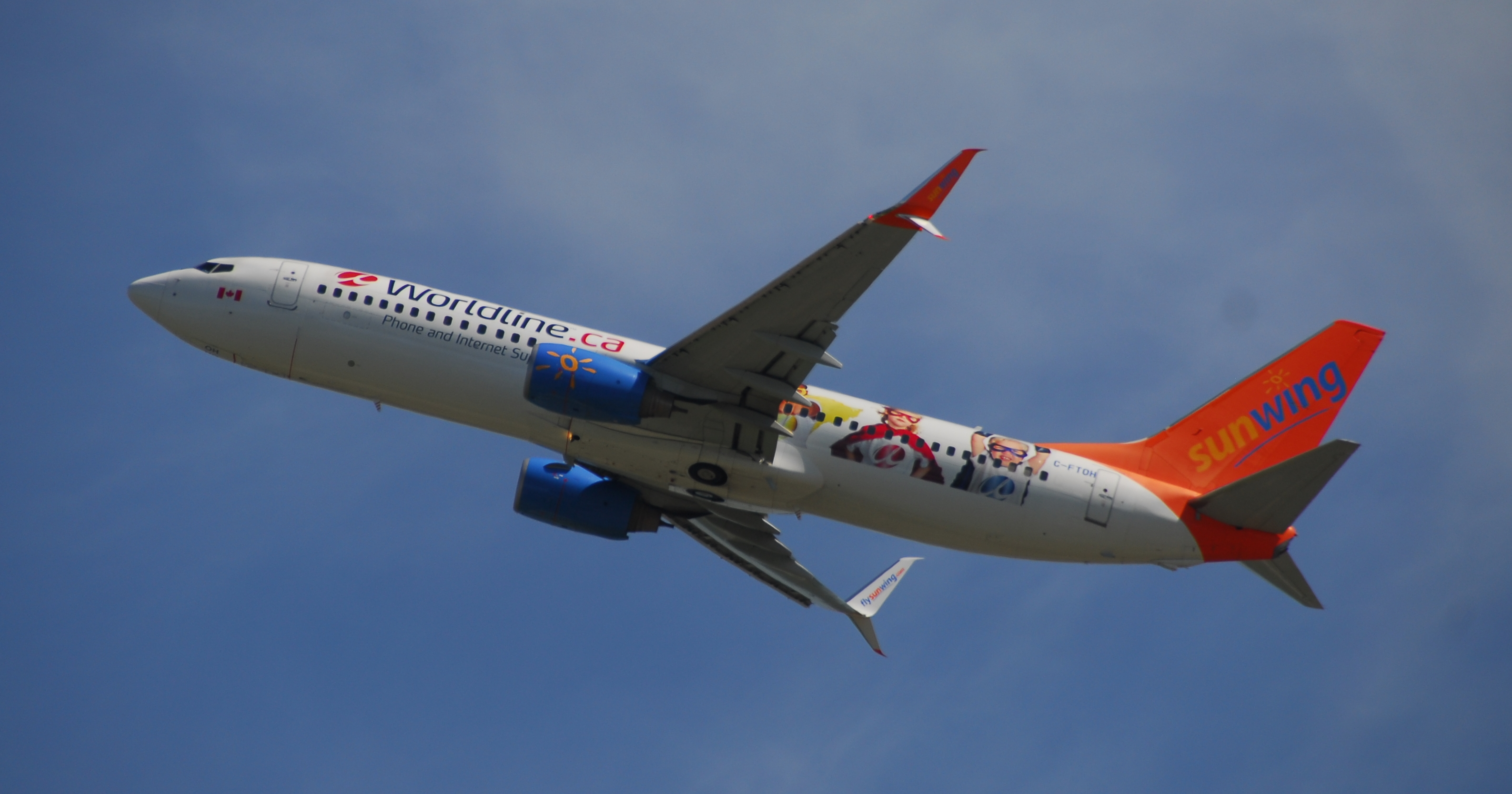
Boeing 737.
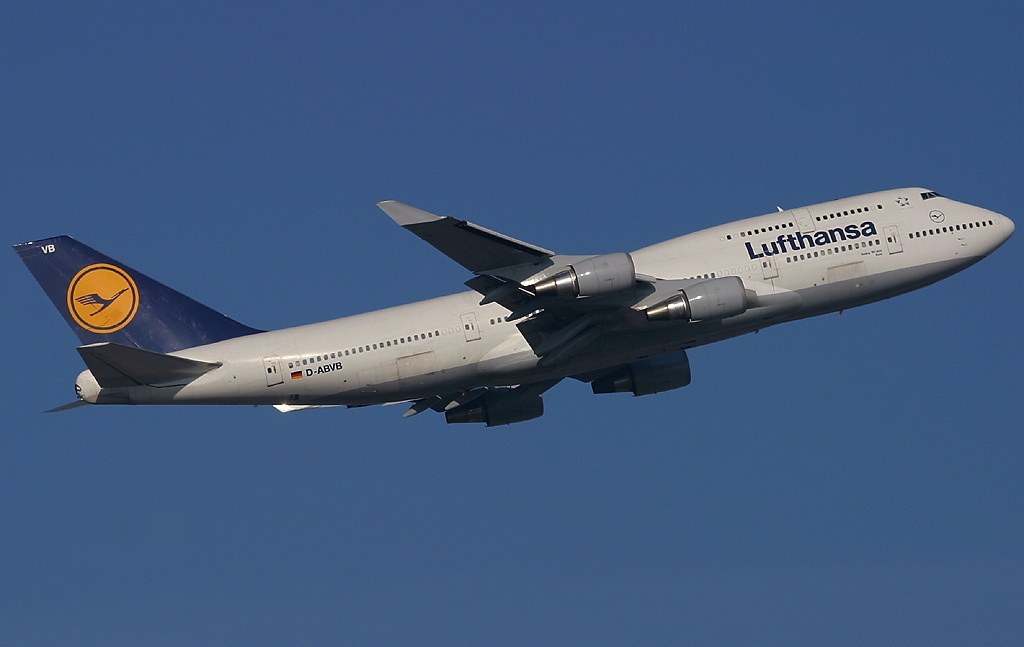
Boeing 747.
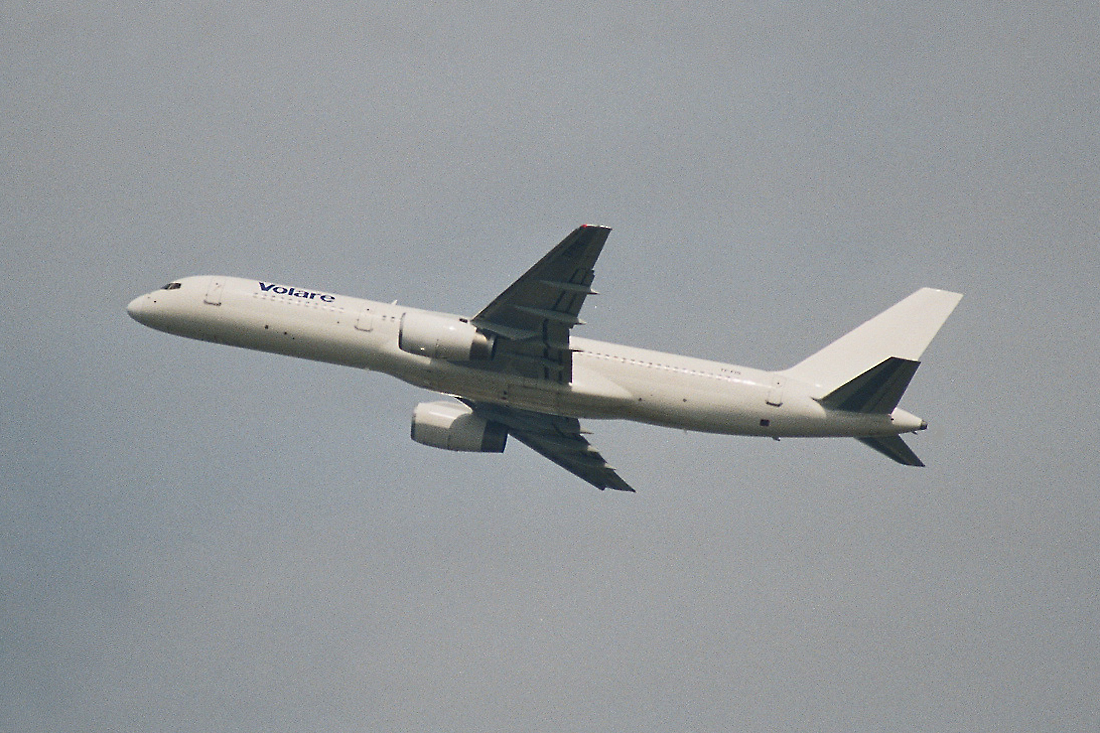
Boeing 757.
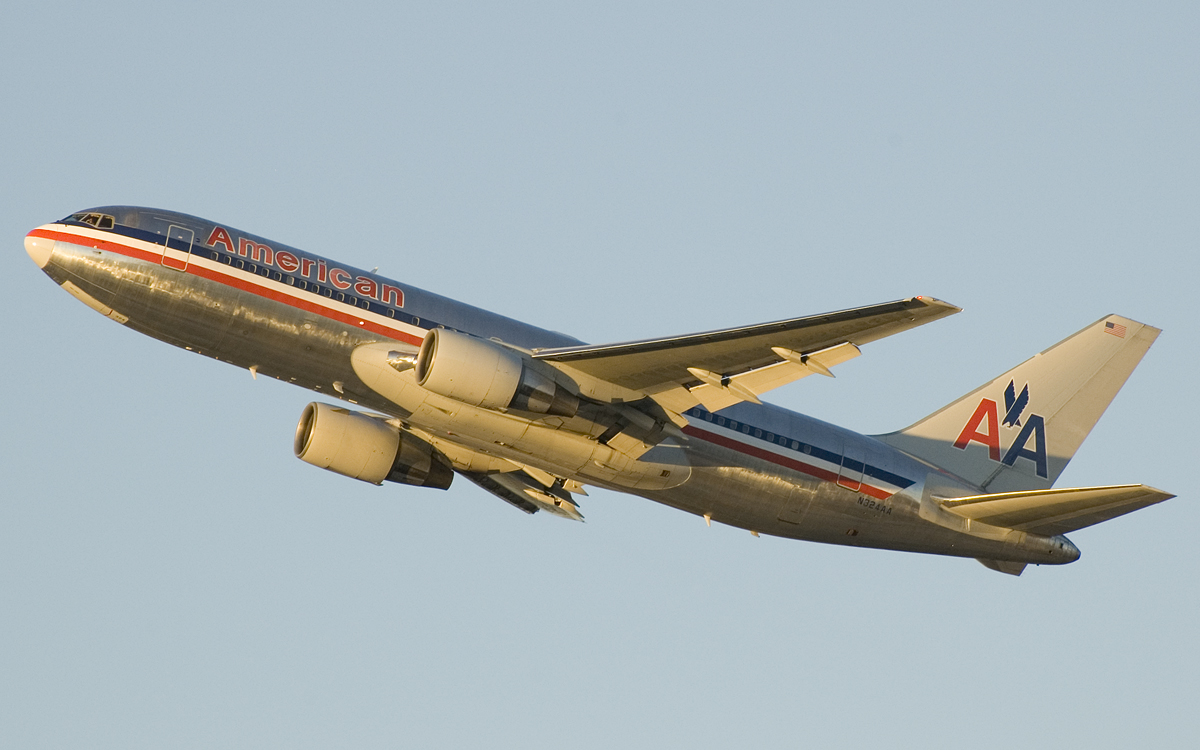
Boeing 767.
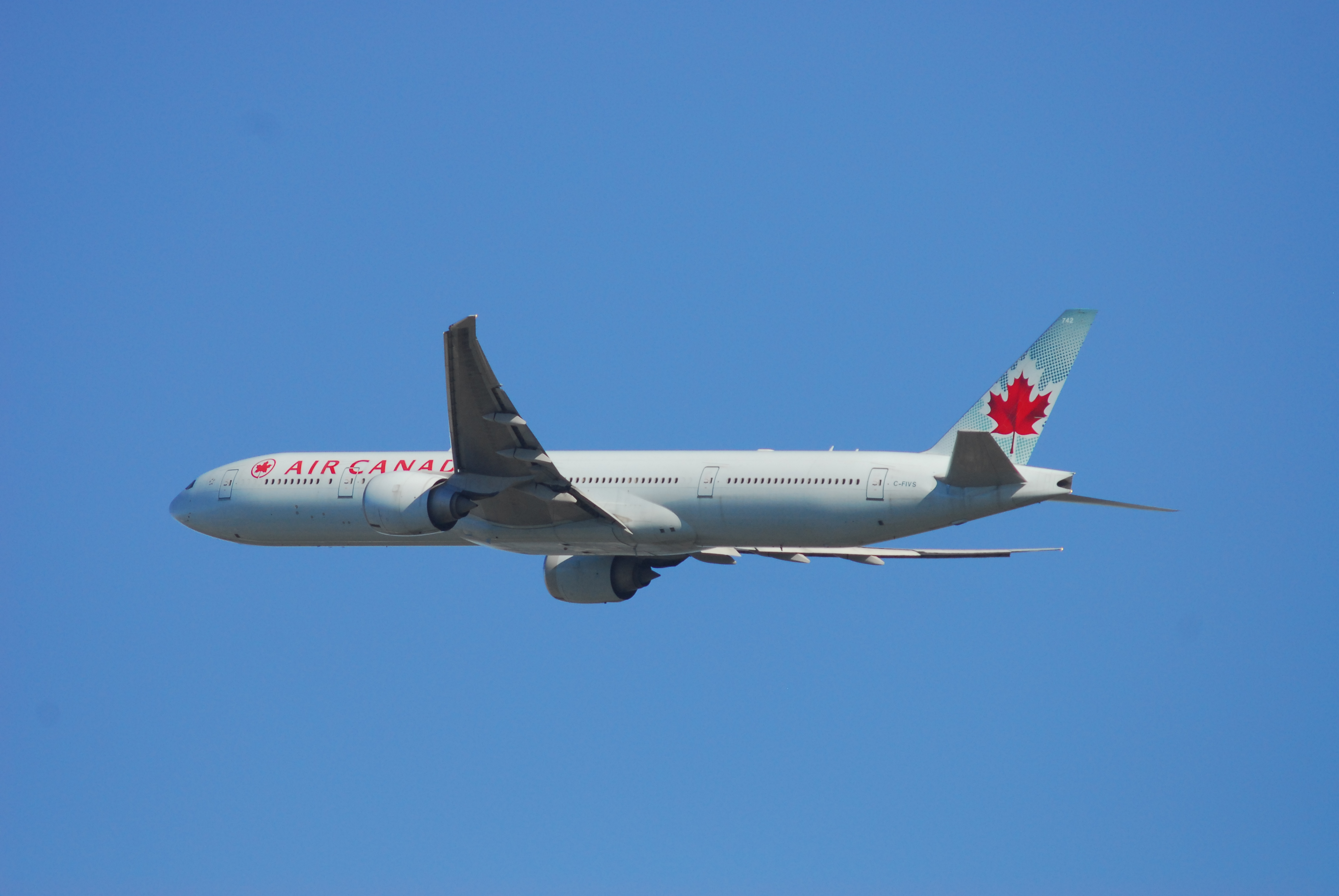
Boeing 777.
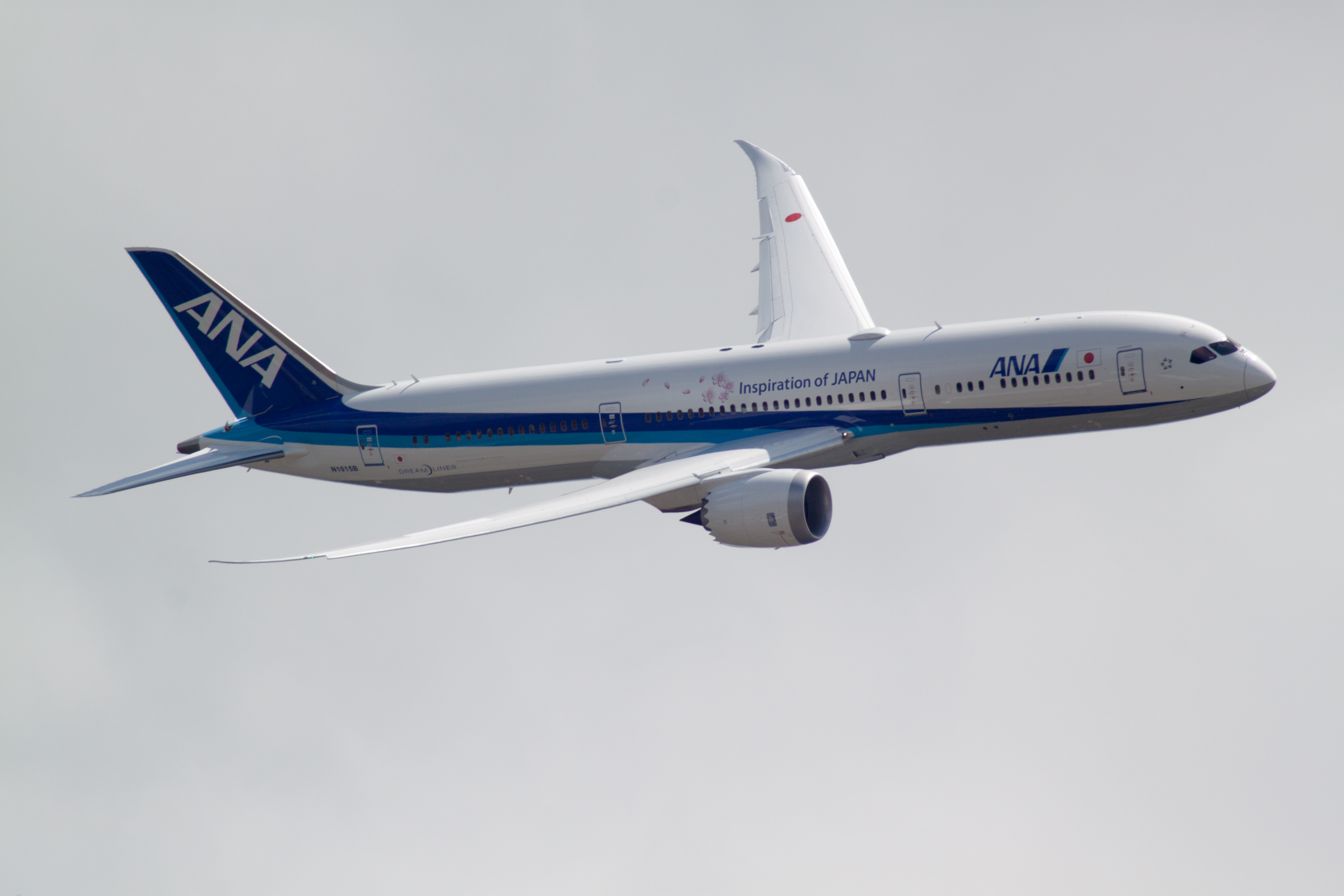
Boeing 787.
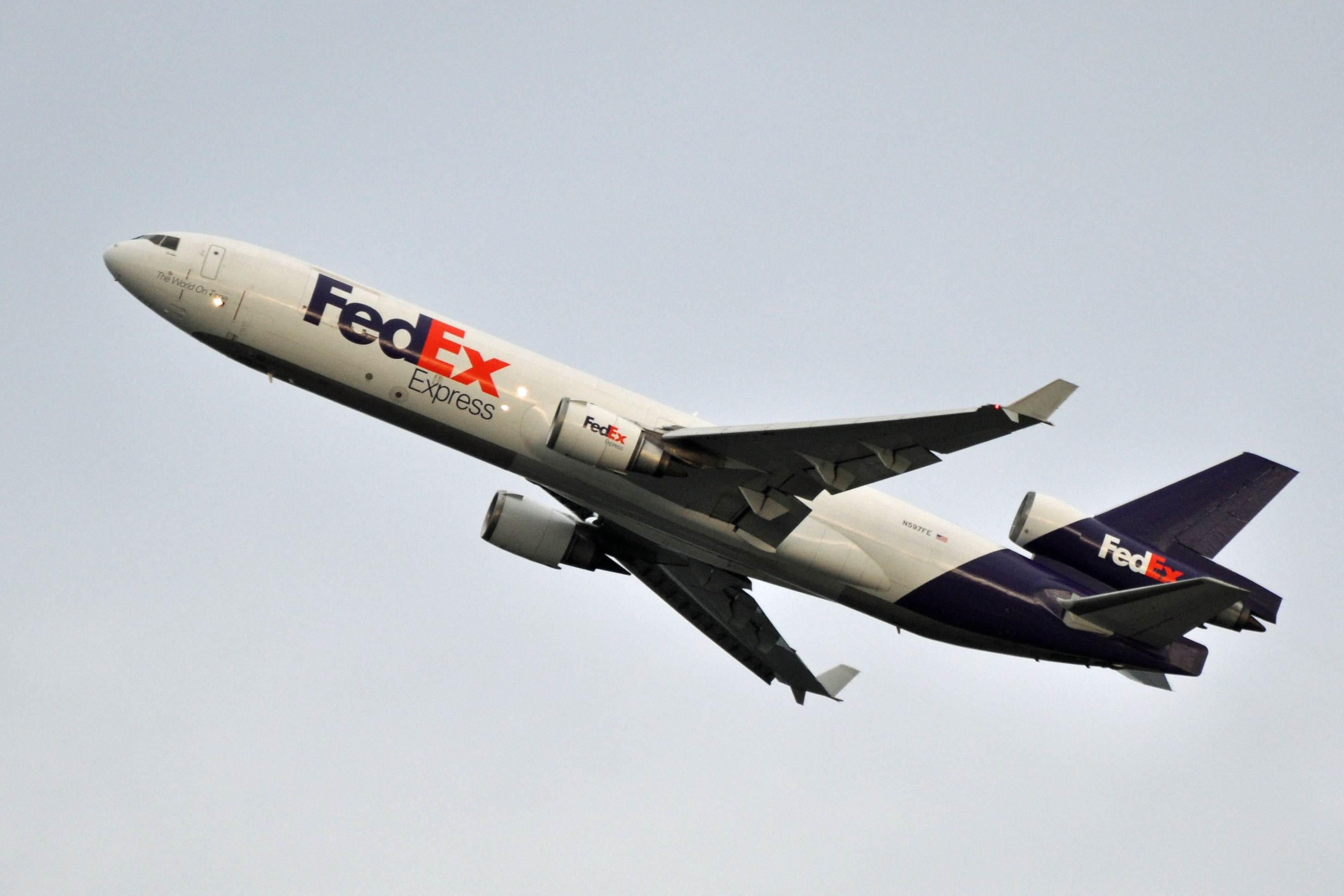
McDonnell Douglas MD-11.
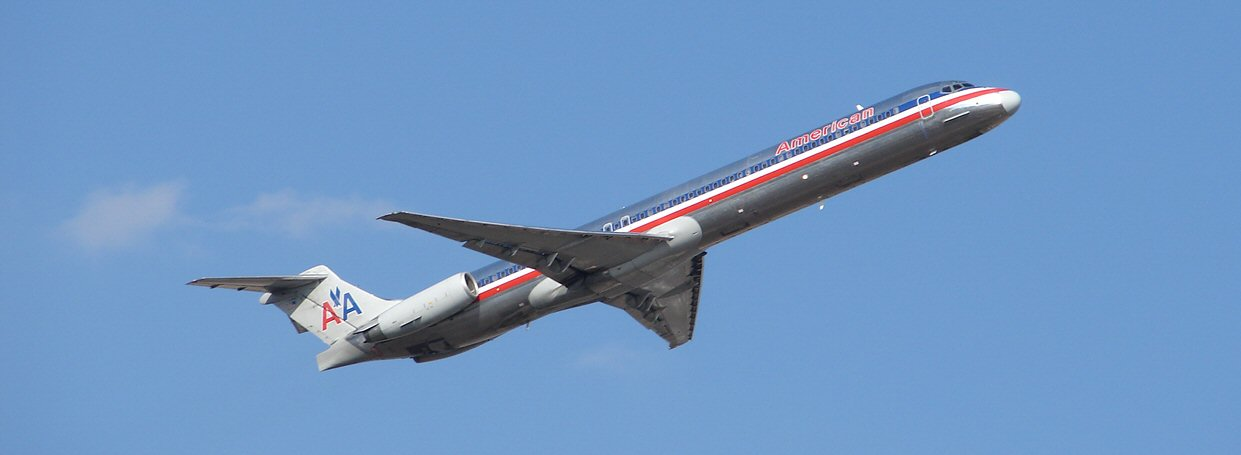
McDonnell Douglas MD-80.
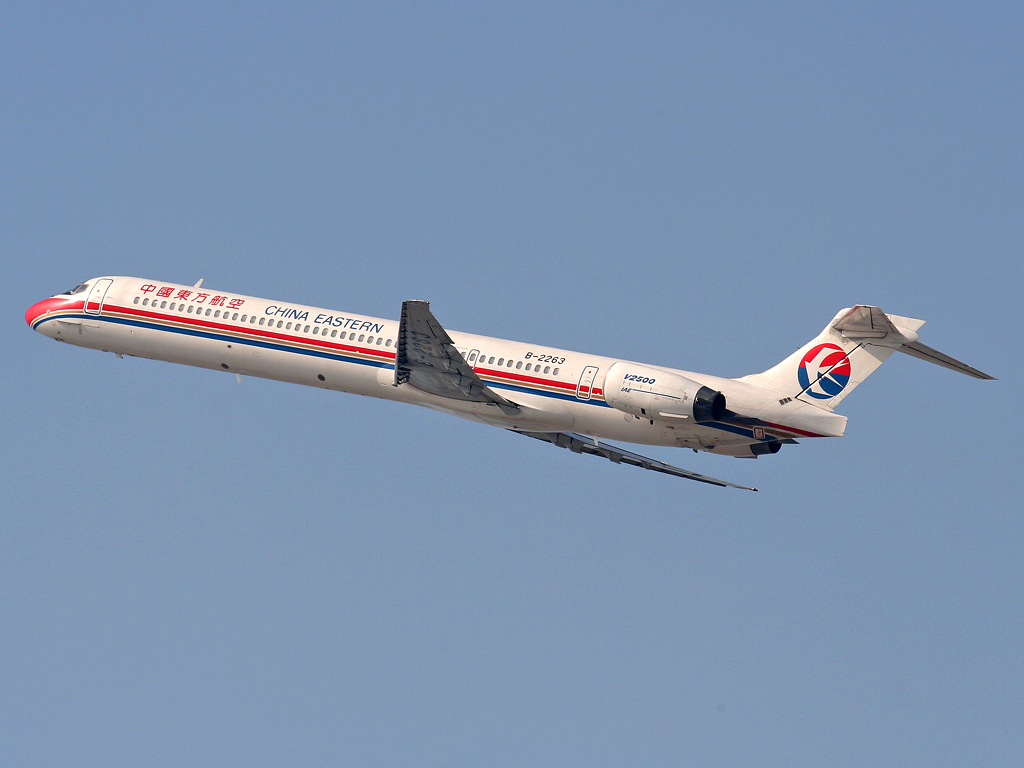
McDonnell Douglas MD-90.